# Vídues (planta)

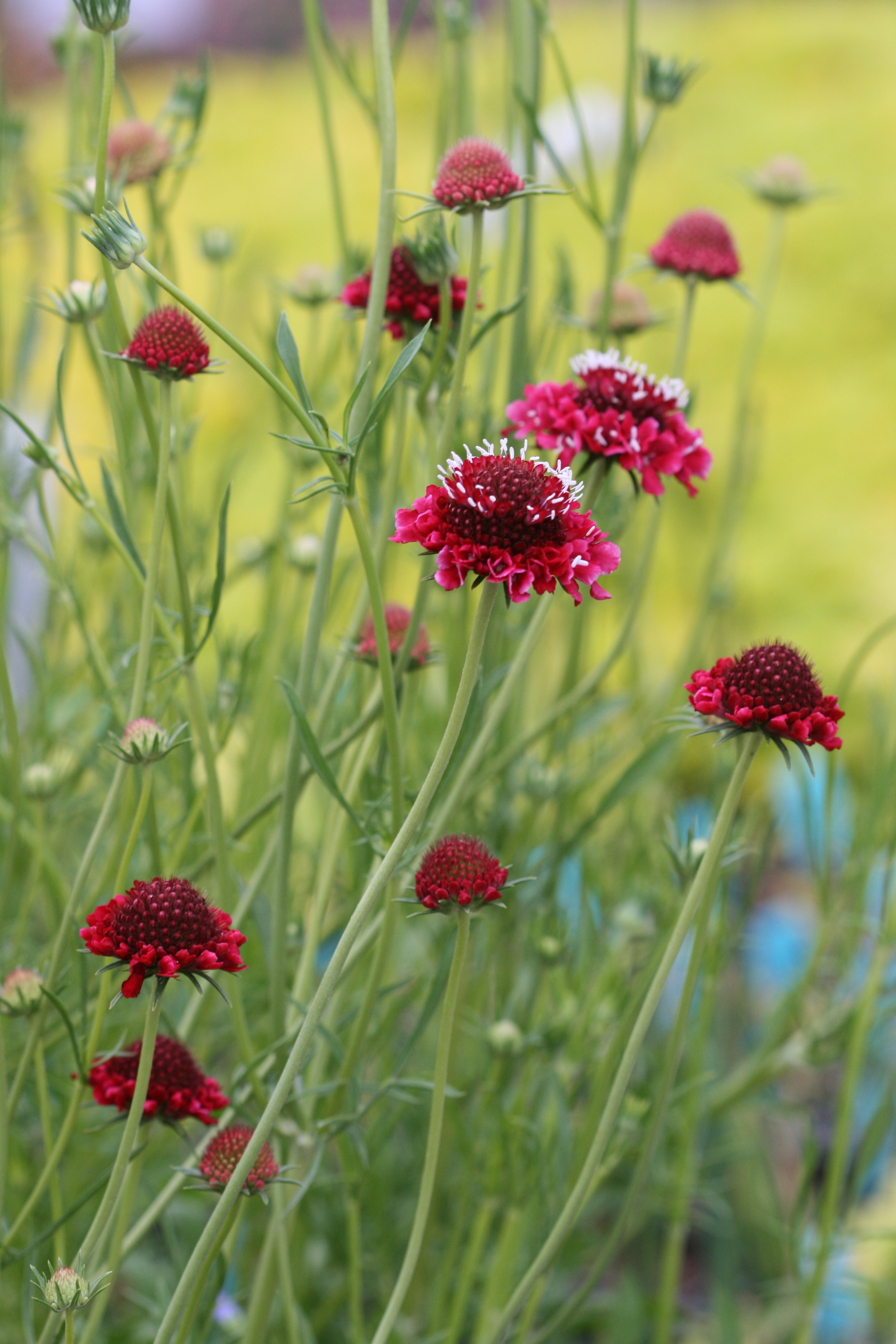
Vídues d'una varietat cultivada (Scabiosa atropurpurea var. 'Scarlett')

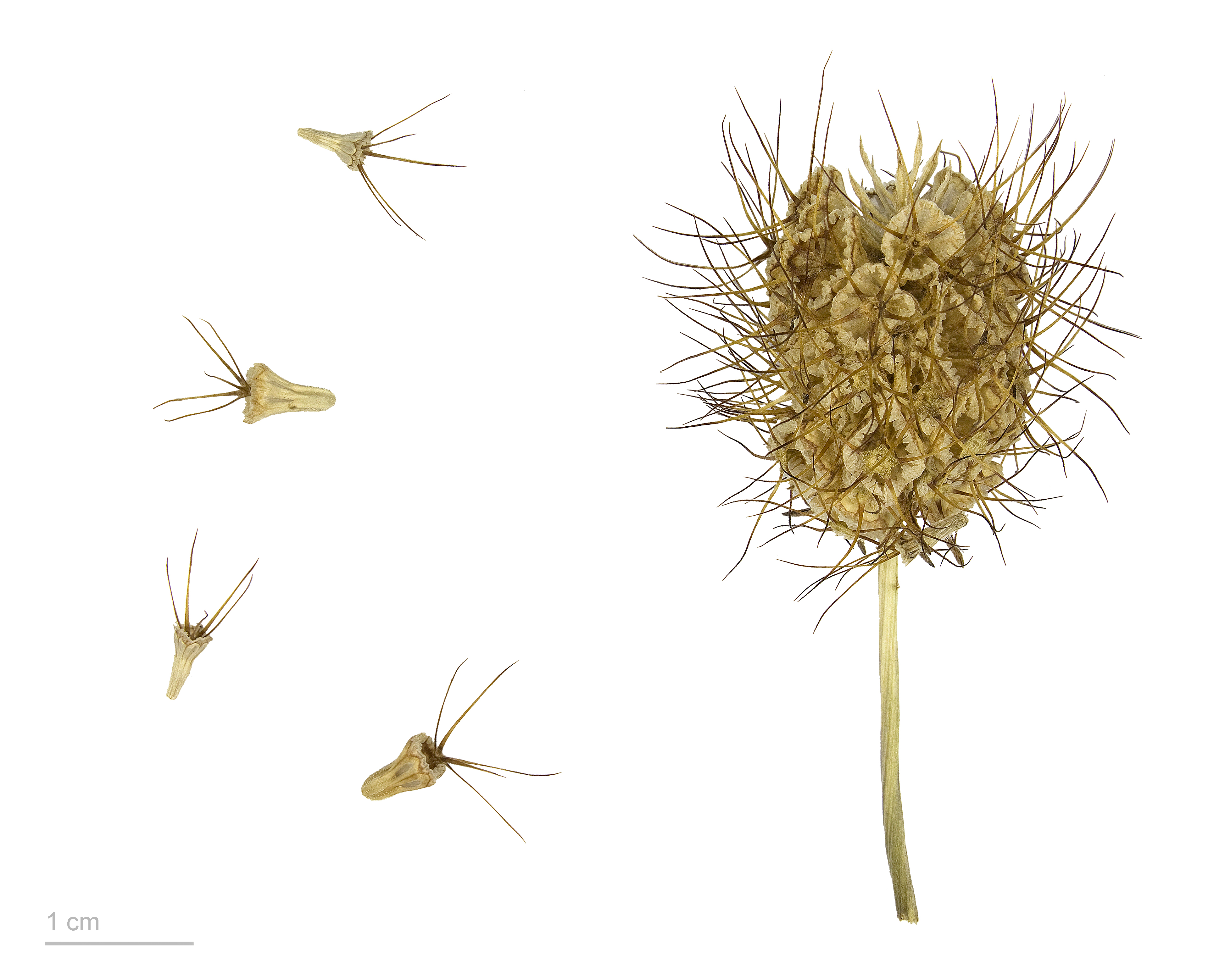
Scabiosa atropurpurea

Les vídues (Scabiosa atropurpurea) són una espècie de plantes amb flors del gènere Scabiosa, dins la família de les caprifoliàcies, natives del sud d'Europa i el nord d'Àfrica.
Addicionalment pot rebre els noms de cardetes, escabiosa, escabiosa d'olor d'ambre, escabiosa de l'hort, escabiosa de marge, escabiosa marítima, escabioses, herba del sucre, herba del xarampió, herba escabiosa, vídua, viuda, viuda borda, viudes i viudes bordes. També s'han recollit les variants lingüístiques ascapiosa, asquibiosa, carpiosa, escabaiosa, escabeiosa, escabiosa d'olor d'ambar, escapiosa, escarpiosa, herba de la sarrampió, herba esquibiosa, llisibiosa, llisiviosa, vilda i vildes.
Es troba a tot el Mediterrani, a prats secs, erms i marges de camins. Creix sovint molt a la vora del mar en les zones litorals.
Es cultiva també com a planta ornamental, amb varietats de flors de colors diferents.
És molt semblant a altres espècies molt comunes als camps com la vídua borda i la mossegada del diable i cal observar bé les fulles per distingir-les.
S. atropurpurea té fulles caulinars pinnatisectes, les plantes desenvolupen flors púrpures o alguns cops rogenques. És nativa del sud d'Europa. Es propaga a través de les llavors que fàcilment s'adhereixen al pelatge dels animals.

## Taxonomia
Aquesta espècie va ser publicada per primer cop l'any 1753 a l'obra Species Plantarum de Carl von Linné (1707-1778).

### Sinònims
Els següents noms científics són sinònims de Scabiosa atropurpurea:
- Sinònims homotípics

- Asterocephalus atropurpureus (L.) Spreng.
- Columbaria atropurpurea (L.) C.Presl
- Cyrtostemma atropurpureum (L.) Spach
- Scabiosa maritima var. atropurpurea (L.) Gren.
- Scabiosa maritima var. atropurpurea (L.) Gren. & Godr.
- Sclerostemma atropurpureum (L.) Schott
- Sixalix atropurpurea (L.) Greuter & Burdet
- Spongostemma atropurpureum (L.) Tiegh.

- Sinònims heterotípics

- Scabiosa atropurpurea f. glabra Pau
- Scabiosa atropurpurea f. maritima (L.) Pau
- Scabiosa atropurpurea var. setifera (Lam.) DC.
- Scabiosa columbaria var. triflora Cambess.
- Scabiosa maritima var. albida Pau
- Scabiosa maritima var. amansii Rouy & E.G.Camus
- Scabiosa maritima f. atropurpurea Jiménez Mun.
- Scabiosa maritima proles balearica F.Herm.
- Scabiosa maritima var. grandiflora (Scop.) Boiss.
- Scabiosa maritima var. grandiflora (Scop.) Jiménez Mun.
- Scabiosa maritima var. integrifolia Porta
- Scabiosa maritima var. latifolia Porta
- Scabiosa maritima var. sabuletorum Willk.
- Scabiosa maritima f. tenuis Gand.
- Scabiosa maritima var. villosa Coss.